# Traktor
Traktor je motorno vozilo konstruirano da vuče, potiskuje ili nosi izmjenjiva oruđa, odnosno da služi za pogon takvih oruđa ili za vuču priključnih vozila.
Traktorski priključak je zamjenjivo oruđe za obavljanje poljoprivrednih i drugih radova koje vuče, gura ili nosi traktor.
Traktori predstavljaju univerzalne uređaje na koje se mogu priključiti različiti strojevi posebne namjene, kao što su plugovi, drljače, cisterne za navodnjavanje, balirke, freze, priključci za prskanje, sjetvu i berbu itd. Dijele se po njihovoj veličini i snazi. Najjači modeli dostižu oko 600 konjskih snaga. Osim za rad na polju, moderni traktori se koriste i za transport. Pri tome dostižu brzine i do 60 km/h, a postoje modeli čija je maksimalna brzina čak 80 km/h. Brzina traktora je ograničena njegovom konstrukcijom, velikim masama i kotačima (moguća izvedba s gusjenicama) kao i prije svega nedostatkom amortizera na zadnjoj osovini.                                                   
Poznati prozvođači traktora su: Fendt, John Deere, Claas, Steyr, New Holland, Zetor, Massey Ferguson, IMT, Case, Ursus, Hürlimann, MAN, Deutz-Fahr, S.A.M.E., Fiat, Ford itd. 
Ostali proizvođači kroz povijest: Chamberlain (Australija), Lamborghini (Italija).